# Juan Antonio González
Juan Antonio González Crespo (ur. 27 maja 1972 w Montevideo) – były urugwajski piłkarz występujący na pozycji napastnika.
Jest wychowankiem klubu Basáñez Montevideo. W 1994 roku przeniósł się do Club Nacional de Football. W 1997 roku wyjechał do Europy, do hiszpańskiego klubu Real Oviedo. W 1999 roku przebywał na wypożyczeniu w Atlético Madryt. W 2001 roku stał się piłkarzem Granada CF. W latach 2002–2003 grał w dwóch rodzimych klubach, których siedziba znajdowała się w jego rodzinnym mieście: Fénix oraz Cerro. W 2004 roku stał się ponownie piłkarzem Realu Oviedo. Jeszcze w tym samym roku odszedł do River Plate Montevideo. Ostatnim klubem w jego karierze był Fénix Montevideo.
Po zakończeniu kariery piłkarskiej, González rozpoczął pracę kierowcy autobusów.